# 제이컵 로메로
제이컵 로메로(Jacob Romero, 1996년 7월 11일 ~ )는 자메이카 출생의 미국 배우이다. 넷플릭스 드라마 《원피스》에서 우솝 역할로 잘 알려져 있다.